# Torneo Apertura 2004 (Colombia)
El Torneo Apertura 2004 fue la quincuagésima novena edición de la Categoría Primera A de fútbol profesional colombiano, siendo el primer torneo de la temporada 2004. Comenzó el sábado 7 de febrero y finalizó el domingo 27 de junio.
Una semana antes del inicio del campeonato falleció el dirigente deportivo Alfonso Senior Quevedo, fundador de Millonarios y Cofundador de la Dimayor.

## Cobertura por televisión
Para el Torneo Apertura los derechos de transmisión por TV cerrada siguieron a cargo de las cableoperadoras Sky y TV Cable. Para TV abierta estuvo a cargo el Canal Uno (con la realización de la programadora SportSat Televisión), transmitiendo un partido por fecha.
Como dato curioso, la transmisión de la final del torneo entre Atlético Nacional e Independiente Medellín por TV abierta fue por Canal Uno, pero por ser final paisa, los canales Teleantioquia y Telemedellín llegaron a un acuerdo con la Dimayor para poder retransmitir a todo el valle de Aburrá y el departamento de Antioquia la final en vivo (enlazando la transmisión del Canal Uno en sus señales). Telemedellín retransmitió el partido de ida y Teleantioquia retransmitió el partido de vuelta.

## Sistema de juego
En la primera etapa se juegan 18 fechas bajo el sistema de todos contra todos, al término de los cuales los ocho primeros clasificados avanzan a los cuadrangulares semifinales. Allí los ocho equipos se dividen en dos grupos (A, pares y B impares). Los ganadores de cada grupo se enfrentan en junio para decidir al campeón del torneo, que obtendrá un cupo en la fase de grupos de la Copa Libertadores 2005.

## Equipos participantes

### Relevo anual de clubes
| Ascendido a la Primera A                   |
| ------------------------------------------ |
| Chicó F. C. (Campeón de la Primera B 2003) |

| Descendido a la Primera B                                         |
| ----------------------------------------------------------------- |
| Centauros Villavicencio (Peor promedio acumulado en la Primera A) |

### Datos de los clubes
| Equipo                 | Ciudad       | Estadio                        |
| ---------------------- | ------------ | ------------------------------ |
| América de Cali        | Cali         | Olímpico Pascual Guerrero      |
| Atlético Bucaramanga   | Bucaramanga  | Alfonso López                  |
| Atlético Huila         | Neiva        | Guillermo Plazas Alcid         |
| Atlético Nacional      | Medellín     | Atanasio Girardot              |
| Bogotá Chicó           | Bogotá       | Alfonso López Pumarejo         |
| Cortuluá               | Tuluá        | Doce de Octubre                |
| Deportes Quindío       | Armenia      | Centenario                     |
| Deportes Tolima        | Ibagué       | Manuel Murillo Toro            |
| Deportivo Cali         | Cali         | Olímpico Pascual Guerrero      |
| Deportivo Pasto        | Pasto        | Departamental Libertad         |
| Deportivo Pereira      | Pereira      | Hernán Ramírez Villegas        |
| Envigado F. C.         | Envigado     | Polideportivo Sur              |
| Independiente Medellín | Medellín     | Atanasio Girardot              |
| Junior                 | Barranquilla | Metropolitano Roberto Meléndez |
| Millonarios            | Bogotá       | Nemesio Camacho El Campín      |
| Once Caldas            | Manizales    | Estadio Palogrande             |
| Santa Fe               | Bogotá       | Nemesio Camacho El Campín      |
| Unión Magdalena        | Santa Marta  | Eduardo Santos                 |

### Localización
| Antioquia       | 3 | Atlético Nacional, Envigado F. C. e Independiente Medellín | Nacional Envigado F. C. DIM Chicó Millonarios Santa Fe Caldas Quindío Pereira Cortuluá América Cali Bucaramanga Tolima Unión Junior Huila Pasto |
| Valle del Cauca | 3 | América de Cali, Cortuluá y Deportivo Cali                 | Nacional Envigado F. C. DIM Chicó Millonarios Santa Fe Caldas Quindío Pereira Cortuluá América Cali Bucaramanga Tolima Unión Junior Huila Pasto |
| Bogotá, D. C.   | 3 | Bogotá Chicó, Millonarios y Santa Fe                       | Nacional Envigado F. C. DIM Chicó Millonarios Santa Fe Caldas Quindío Pereira Cortuluá América Cali Bucaramanga Tolima Unión Junior Huila Pasto |
| Atlántico       | 1 | Junior                                                     | Nacional Envigado F. C. DIM Chicó Millonarios Santa Fe Caldas Quindío Pereira Cortuluá América Cali Bucaramanga Tolima Unión Junior Huila Pasto |
| Caldas          | 1 | Once Caldas                                                | Nacional Envigado F. C. DIM Chicó Millonarios Santa Fe Caldas Quindío Pereira Cortuluá América Cali Bucaramanga Tolima Unión Junior Huila Pasto |
| Huila           | 1 | Atlético Huila                                             | Nacional Envigado F. C. DIM Chicó Millonarios Santa Fe Caldas Quindío Pereira Cortuluá América Cali Bucaramanga Tolima Unión Junior Huila Pasto |
| Magdalena       | 1 | Unión Magdalena                                            | Nacional Envigado F. C. DIM Chicó Millonarios Santa Fe Caldas Quindío Pereira Cortuluá América Cali Bucaramanga Tolima Unión Junior Huila Pasto |
| Nariño          | 1 | Deportivo Pasto                                            | Nacional Envigado F. C. DIM Chicó Millonarios Santa Fe Caldas Quindío Pereira Cortuluá América Cali Bucaramanga Tolima Unión Junior Huila Pasto |
| Quindío         | 1 | Deportes Quindío                                           | Nacional Envigado F. C. DIM Chicó Millonarios Santa Fe Caldas Quindío Pereira Cortuluá América Cali Bucaramanga Tolima Unión Junior Huila Pasto |
| Risaralda       | 1 | Deportivo Pereira                                          | Nacional Envigado F. C. DIM Chicó Millonarios Santa Fe Caldas Quindío Pereira Cortuluá América Cali Bucaramanga Tolima Unión Junior Huila Pasto |
| Santander       | 1 | Atlético Bucaramanga                                       | Nacional Envigado F. C. DIM Chicó Millonarios Santa Fe Caldas Quindío Pereira Cortuluá América Cali Bucaramanga Tolima Unión Junior Huila Pasto |
| Tolima          | 1 | Deportes Tolima                                            | Nacional Envigado F. C. DIM Chicó Millonarios Santa Fe Caldas Quindío Pereira Cortuluá América Cali Bucaramanga Tolima Unión Junior Huila Pasto |

## Todos contra todos

### Clasificación
| Pos | Equipo                 | Pts | PJ | PG | PE | PP | GF | GC | Dif |
| --- | ---------------------- | --- | -- | -- | -- | -- | -- | -- | --- |
| 1.  | América de Cali        | 37  | 18 | 12 | 1  | 5  | 30 | 17 | 13  |
| 2.  | Deportivo Cali         | 34  | 18 | 10 | 4  | 4  | 23 | 15 | 8   |
| 3.  | Atlético Nacional      | 33  | 18 | 10 | 3  | 5  | 30 | 23 | 7   |
| 4.  | Once Caldas            | 31  | 18 | 9  | 4  | 5  | 23 | 14 | 9   |
| 5.  | Atlético Junior        | 30  | 18 | 8  | 6  | 4  | 26 | 16 | 10  |
| 6.  | Independiente Medellín | 29  | 18 | 8  | 5  | 5  | 20 | 19 | 1   |
| 7.  | Deportivo Pasto        | 27  | 18 | 8  | 3  | 7  | 18 | 19 | -1  |
| 8.  | Bogotá Chicó           | 27  | 18 | 7  | 6  | 5  | 25 | 24 | 1   |
| 9.  | Deportivo Pereira      | 26  | 18 | 7  | 5  | 6  | 21 | 18 | 3   |
| 10. | Millonarios            | 26  | 18 | 7  | 5  | 6  | 23 | 22 | 1   |
| 11. | Deportes Tolima        | 26  | 18 | 6  | 8  | 4  | 20 | 17 | 3   |
| 12. | Atlético Bucaramanga   | 21  | 18 | 5  | 6  | 7  | 22 | 25 | -3  |
| 13. | Independiente Santa Fe | 20  | 18 | 4  | 8  | 6  | 18 | 22 | -4  |
| 14. | Cortuluá               | 19  | 18 | 5  | 4  | 9  | 27 | 32 | -5  |
| 15. | Atlético Huila         | 16  | 18 | 4  | 4  | 10 | 19 | 29 | -10 |
| 16. | Deportes Quindío       | 15  | 18 | 3  | 6  | 9  | 11 | 23 | -12 |
| 17. | Envigado F. C.         | 14  | 18 | 2  | 8  | 8  | 19 | 26 | -7  |
| 18. | Unión Magdalena        | 10  | 18 | 2  | 4  | 12 | 15 | 29 | -14 |

 Pts=Puntos; PJ=Partidos jugados; G=Partidos ganados; E=Partidos empatados; P=Partidos perdidos; GF=Goles a favor; GC=Goles en contra; DIF=Diferencia de gol
|  | Clasificado para los cuadrangulares semifinales. |
|  | Eliminado                                        |

### Resultados
| Fecha 1 - 7 y 8 de febrero de 2004 | Fecha 1 - 7 y 8 de febrero de 2004 | Fecha 1 - 7 y 8 de febrero de 2004 | Fecha 1 - 7 y 8 de febrero de 2004 |
| Fecha                              | Equipo local                       | Resultado                          | Equipo visitante                   |
| ---------------------------------- | ---------------------------------- | ---------------------------------- | ---------------------------------- |
| 7 de febrero                       | Millonarios                        | 2 - 0                              | Cortuluá                           |
| 8 de febrero                       | Bogotá Chicó                       | 1 - 1                              | Junior                             |
| 8 de febrero                       | Pasto                              | 1 - 0                              | Santa Fe                           |
| 8 de febrero                       | América                            | 4 - 0                              | Deportes Quindío                   |
| 8 de febrero                       | Envigado F. C.                     | 1 - 1                              | Cali                               |
| 8 de febrero                       | Unión Magdalena                    | 0 - 0                              | Bucaramanga                        |
| 8 de febrero                       | Pereira                            | 1 - 1                              | Once Caldas                        |
| 8 de febrero                       | Nacional                           | 4 - 0                              | Huila                              |
| 8 de febrero                       | Tolima                             | 0 - 0                              | Medellín                           |

| Fecha 2 - 14 y 15 de febrero de 2004 | Fecha 2 - 14 y 15 de febrero de 2004 | Fecha 2 - 14 y 15 de febrero de 2004 | Fecha 2 - 14 y 15 de febrero de 2004 |
| Fecha                                | Equipo local                         | Resultado                            | Equipo visitante                     |
| ------------------------------------ | ------------------------------------ | ------------------------------------ | ------------------------------------ |
| 14 de febrero                        | Santa Fe                             | 1 - 1                                | Nacional                             |
| 15 de febrero                        | Medellín                             | 1 - 0                                | Millonarios                          |
| 15 de febrero                        | Cali                                 | 3 - 1                                | América                              |
| 15 de febrero                        | Bucaramanga                          | 2 - 2                                | Envigado F. C.                       |
| 15 de febrero                        | Once Caldas                          | 1 - 0                                | Tolima                               |
| 15 de febrero                        | Huila                                | 0 - 1                                | Pereira                              |
| 15 de febrero                        | Cortuluá                             | 3 - 1                                | Unión Magdalena                      |
| 15 de febrero                        | Deportes Quindío                     | 1 - 2                                | Bogotá Chicó                         |
| 15 de febrero                        | Junior                               | 2 - 0                                | Pasto                                |

| Fecha 3 - 19 al 22 de febrero de 2004 | Fecha 3 - 19 al 22 de febrero de 2004 | Fecha 3 - 19 al 22 de febrero de 2004 | Fecha 3 - 19 al 22 de febrero de 2004 |
| Fecha                                 | Equipo local                          | Resultado                             | Equipo visitante                      |
| ------------------------------------- | ------------------------------------- | ------------------------------------- | ------------------------------------- |
| 19 de febrero                         | Bogotá Chicó                          | 1 - 2                                 | América                               |
| 20 de febrero                         | Tolima                                | 0 - 2                                 | Huila                                 |
| 21 de febrero                         | Cali                                  | 2 - 0                                 | Bucaramanga                           |
| 22 de febrero                         | Unión Magdalena                       | 0 - 1                                 | Medellín                              |
| 22 de febrero                         | Pasto                                 | 2 - 1                                 | Deportes Quindío                      |
| 22 de febrero                         | Pereira                               | 2 - 1                                 | Santa Fe                              |
| 22 de febrero                         | Envigado                              | 4 - 3                                 | Cortuluá                              |
| 22 de febrero                         | Millonarios                           | 0 - 1                                 | Once Caldas                           |
| 22 de febrero                         | Nacional                              | 2 - 1                                 | Junior                                |

| Fecha 4 - 25 y 26 de febrero de 2004 | Fecha 4 - 25 y 26 de febrero de 2004 | Fecha 4 - 25 y 26 de febrero de 2004 | Fecha 4 - 25 y 26 de febrero de 2004 |
| Fecha                                | Equipo local                         | Resultado                            | Equipo visitante                     |
| ------------------------------------ | ------------------------------------ | ------------------------------------ | ------------------------------------ |
| 25 de febrero                        | América                              | 2 - 1                                | Bucaramanga                          |
| 26 de febrero                        | Medellín                             | 2 - 2                                | Envigado F. C.                       |
| 26 de febrero                        | Huila                                | 3 - 0                                | Millonarios                          |
| 26 de febrero                        | Cortuluá                             | 1 - 0                                | Cali                                 |
| 26 de febrero                        | Bogotá Chicó                         | 1 - 1                                | Pasto                                |
| 26 de febrero                        | Deportes Quindío                     | 1 - 2                                | Nacional                             |
| 26 de febrero                        | Santa Fe                             | 1 - 1                                | Tolima                               |
| 26 de febrero                        | Once Caldas                          | 2 - 0                                | Unión Magdalena                      |
| 26 de febrero                        | Junior                               | 0 - 0                                | Pereira                              |

- Once Caldas vs Unión Magdalena y Santa Fe vs Tolima se jugaron el 3 de marzo. Junior vs Pereira se jugó el 4 de marzo.

| Fecha 5 - 28 y 29 de febrero de 2004 | Fecha 5 - 28 y 29 de febrero de 2004 | Fecha 5 - 28 y 29 de febrero de 2004 | Fecha 5 - 28 y 29 de febrero de 2004 |
| Fecha                                | Equipo local                         | Resultado                            | Equipo visitante                     |
| ------------------------------------ | ------------------------------------ | ------------------------------------ | ------------------------------------ |
| 28 de febrero                        | Cali                                 | 3 - 1                                | Medellín                             |
| 29 de febrero                        | Millonarios                          | 1 - 1                                | Santa Fe                             |
| 29 de febrero                        | Pasto                                | 1 - 0                                | América                              |
| 29 de febrero                        | Pereira                              | 1 - 1                                | Deportes Quindío                     |
| 29 de febrero                        | Tolima                               | 1 - 1                                | Junior                               |
| 29 de febrero                        | Unión Magdalena                      | 1 - 1                                | Huila                                |
| 29 de febrero                        | Bucaramanga                          | 3 - 3                                | Cortuluá                             |
| 29 de febrero                        | Envigado F. C.                       | 0 - 1                                | Once Caldas                          |
| 29 de febrero                        | Nacional                             | 2 - 1                                | Bogotá Chicó                         |

| Fecha 6 - 7 de marzo de 2004 | Fecha 6 - 7 de marzo de 2004 | Fecha 6 - 7 de marzo de 2004 | Fecha 6 - 7 de marzo de 2004 |
| Fecha                        | Equipo local                 | Resultado                    | Equipo visitante             |
| ---------------------------- | ---------------------------- | ---------------------------- | ---------------------------- |
| 7 de marzo                   | América                      | 3 - 2                        | Cortuluá                     |
| 7 de marzo                   | Medellín                     | 1 - 1                        | Bucaramanga                  |
| 7 de marzo                   | Huila                        | 1 - 1                        | Envigado F. C.               |
| 7 de marzo                   | Santa Fe                     | 2 - 1                        | Unión Magdalena              |
| 7 de marzo                   | Junior                       | 2 - 1                        | Millonarios                  |
| 7 de marzo                   | Deportes Quindío             | 0 - 1                        | Tolima                       |
| 7 de marzo                   | Bogotá Chicó                 | 1 - 1                        | Pereira                      |
| 7 de marzo                   | Pasto                        | 2 - 0                        | Nacional                     |
| 7 de marzo                   | Once Caldas                  | 2 - 0                        | Cali                         |

- Once Caldas vs Cali se jugó el 27 de marzo.

| Fecha 7 - 11 de marzo de 2004 | Fecha 7 - 11 de marzo de 2004 | Fecha 7 - 11 de marzo de 2004 | Fecha 7 - 11 de marzo de 2004 |
| Fecha                         | Equipo local                  | Resultado                     | Equipo visitante              |
| ----------------------------- | ----------------------------- | ----------------------------- | ----------------------------- |
| 11 de marzo                   | Nacional                      | 0 - 1                         | América                       |
| 11 de marzo                   | Cali                          | 2 - 1                         | Huila                         |
| 11 de marzo                   | Pereira                       | 2 - 0                         | Pasto                         |
| 11 de marzo                   | Millonarios                   | 0 - 0                         | Deportes Quindío              |
| 11 de marzo                   | Unión Magdalena               | 0 - 0                         | Junior                        |
| 11 de marzo                   | Envigado F. C.                | 1 - 1                         | Santa Fe                      |
| 11 de marzo                   | Cortuluá                      | 3 - 1                         | Medellín                      |
| 11 de marzo                   | Bucaramanga                   | 0 - 2                         | Once Caldas                   |
| 11 de marzo                   | Tolima                        | 0 - 0                         | Bogotá Chicó                  |

| Fecha 8 - 13 y 14 de marzo de 2004 | Fecha 8 - 13 y 14 de marzo de 2004 | Fecha 8 - 13 y 14 de marzo de 2004 | Fecha 8 - 13 y 14 de marzo de 2004 |
| Fecha                              | Equipo local                       | Resultado                          | Equipo visitante                   |
| ---------------------------------- | ---------------------------------- | ---------------------------------- | ---------------------------------- |
| 13 de marzo                        | América                            | 0 - 0                              | Medellín                           |
| 14 de marzo                        | Bogotá Chicó                       | 2 - 4                              | Millonarios                        |
| 14 de marzo                        | Huila                              | 3 - 1                              | Bucaramanga                        |
| 14 de marzo                        | Junior                             | 2 - 0                              | Envigado F. C.                     |
| 14 de marzo                        | Pasto                              | 1 - 0                              | Tolima                             |
| 14 de marzo                        | Santa Fe                           | 0 - 0                              | Cali                               |
| 14 de marzo                        | Deportes Quindío                   | 1 - 1                              | Unión Magdalena                    |
| 14 de marzo                        | Nacional                           | 2 - 0                              | Pereira                            |
| 14 de marzo                        | Once Caldas                        | 2 - 1                              | Cortuluá                           |

| Fecha 9 - 19 al 21 de marzo de 2004 | Fecha 9 - 19 al 21 de marzo de 2004 | Fecha 9 - 19 al 21 de marzo de 2004 | Fecha 9 - 19 al 21 de marzo de 2004 |
| Fecha                               | Equipo local                        | Resultado                           | Equipo visitante                    |
| ----------------------------------- | ----------------------------------- | ----------------------------------- | ----------------------------------- |
| 19 de marzo                         | América                             | 3 - 1                               | Cali                                |
| 20 de marzo                         | Medellín                            | 0 - 2                               | Nacional                            |
| 21 de marzo                         | Santa Fe                            | 1 - 1                               | Millonarios                         |
| 21 de marzo                         | Bucaramanga                         | 2 - 1                               | Bogotá Chicó                        |
| 21 de marzo                         | Once Caldas                         | 0 - 1                               | Pereira                             |
| 21 de marzo                         | Huila                               | 2 - 2                               | Tolima                              |
| 21 de marzo                         | Junior                              | 2 - 1                               | Unión Magdalena                     |
| 21 de marzo                         | Deportes Quindío                    | 1 - 1                               | Envigado F. C.                      |
| 21 de marzo                         | Cortuluá                            | 1 - 0                               | Pasto                               |

| Fecha 10 - 4 y 5 de abril de 2004 | Fecha 10 - 4 y 5 de abril de 2004 | Fecha 10 - 4 y 5 de abril de 2004 | Fecha 10 - 4 y 5 de abril de 2004 |
| Fecha                             | Equipo local                      | Resultado                         | Equipo visitante                  |
| --------------------------------- | --------------------------------- | --------------------------------- | --------------------------------- |
| 4 de abril                        | Pereira                           | 1 - 0                             | América                           |
| 4 de abril                        | Medellín                          | 2 - 0                             | Once Caldas                       |
| 4 de abril                        | Cortuluá                          | 1 - 1                             | Huila                             |
| 4 de abril                        | Bucaramanga                       | 4 - 0                             | Santa Fe                          |
| 4 de abril                        | Unión Magdalena                   | 2 - 3                             | Bogotá Chicó                      |
| 4 de abril                        | Tolima                            | 2 - 2                             | Nacional                          |
| 4 de abril                        | Cali                              | 0 - 0                             | Junior                            |
| 5 de abril                        | Millonarios                       | 5 - 3                             | Pasto                             |
| 5 de abril                        | Envigado F. C.                    | 1 - 2                             | Deportes Quindío                  |

- Quindío vs Envigado se jugó el 21 de abril.

| Fecha 11 - 10 y 11 de abril de 2004 | Fecha 11 - 10 y 11 de abril de 2004 | Fecha 11 - 10 y 11 de abril de 2004 | Fecha 11 - 10 y 11 de abril de 2004 |
| Fecha                               | Equipo local                        | Resultado                           | Equipo visitante                    |
| ----------------------------------- | ----------------------------------- | ----------------------------------- | ----------------------------------- |
| 10 de abril                         | Santa Fe                            | 1 - 1                               | Cortuluá                            |
| 10 de abril                         | Nacional                            | 1 - 1                               | Millonarios                         |
| 11 de abril                         | Pereira                             | 2 - 2                               | Tolima                              |
| 11 de abril                         | América                             | 1 - 0                               | Once Caldas                         |
| 11 de abril                         | Huila                               | 0 - 1                               | Medellín                            |
| 11 de abril                         | Bogotá Chicó                        | 1 - 0                               | Envigado F. C.                      |
| 11 de abril                         | Junior                              | 1 - 1                               | Bucaramanga                         |
| 11 de abril                         | Deportes Quindío                    | 1 - 1                               | Cali                                |
| 11 de abril                         | Pasto                               | 2 - 0                               | Unión Magdalena                     |

| Fecha 12 - 14 y 15 de abril de 2004 | Fecha 12 - 14 y 15 de abril de 2004 | Fecha 12 - 14 y 15 de abril de 2004 | Fecha 12 - 14 y 15 de abril de 2004 |
| Fecha                               | Equipo local                        | Resultado                           | Equipo visitante                    |
| ----------------------------------- | ----------------------------------- | ----------------------------------- | ----------------------------------- |
| 14 de abril                         | Millonarios                         | 2 - 1                               | Pereira                             |
| 14 de abril                         | Unión Magdalena                     | 2 - 3                               | Nacional                            |
| 14 de abril                         | Envigado F. C.                      | 0 - 0                               | Pasto                               |
| 14 de abril                         | Cali                                | 4 - 2                               | Bogotá Chicó                        |
| 14 de abril                         | Bucaramanga                         | 1 - 0                               | Deportes Quindío                    |
| 14 de abril                         | Cortuluá                            | 1 - 2                               | Junior                              |
| 14 de abril                         | Medellín                            | 1 - 2                               | Santa Fe                            |
| 22 de abril                         | Once Caldas                         | 4 - 0                               | Huila                               |
| 22 de abril                         | Tolima                              | 2 - 1                               | América                             |

- Chicó vs Envigado se jugó el 11 de marzo. Tolima vs América se jugó el 22 de abril.

| Fecha 13 - 18 de abril de 2004 | Fecha 13 - 18 de abril de 2004 | Fecha 13 - 18 de abril de 2004 | Fecha 13 - 18 de abril de 2004 |
| Fecha                          | Equipo local                   | Resultado                      | Equipo visitante               |
| ------------------------------ | ------------------------------ | ------------------------------ | ------------------------------ |
| 18 de abril                    | Santa Fe                       | 2 - 2                          | Once Caldas                    |
| 18 de abril                    | América                        | 2 - 1                          | Huila                          |
| 18 de abril                    | Pereira                        | 4 - 1                          | Unión Magdalena                |
| 18 de abril                    | Pasto                          | 0 - 1                          | Cali                           |
| 18 de abril                    | Tolima                         | 2 - 0                          | Millonarios                    |
| 18 de abril                    | Bogotá Chicó                   | 3 - 1                          | Bucaramanga                    |
| 18 de abril                    | Deportes Quindío               | 1 - 0                          | Cortuluá                       |
| 18 de abril                    | Nacional                       | 2 - 1                          | Envigado F. C.                 |
| 18 de abril                    | Junior                         | 5 - 0                          | Medellín                       |

| Fecha 14 - 24 y 25 de abril de 2004 | Fecha 14 - 24 y 25 de abril de 2004 | Fecha 14 - 24 y 25 de abril de 2004 | Fecha 14 - 24 y 25 de abril de 2004 |
| Fecha                               | Equipo local                        | Resultado                           | Equipo visitante                    |
| ----------------------------------- | ----------------------------------- | ----------------------------------- | ----------------------------------- |
| 24 de abril                         | Once Caldas                         | 2 - 1                               | Junior                              |
| 25 de abril                         | Medellín                            | 3 - 0                               | Deportes Quindío                    |
| 25 de abril                         | Unión Magdalena                     | 0 - 1                               | Tolima                              |
| 25 de abril                         | Bucaramanga                         | 1 - 0                               | Pasto                               |
| 25 de abril                         | Cortuluá                            | 1 - 2                               | Bogotá Chicó                        |
| 25 de abril                         | Huila                               | 1 - 3                               | Santa Fe                            |
| 25 de abril                         | Envigado                            | 3 - 1                               | Pereira                             |
| 25 de abril                         | Cali                                | 2 - 0                               | Nacional                            |
| 25 de abril                         | Millonarios                         | 0 - 2                               | América                             |

| Fecha 15 - 2 de mayo de 2004 | Fecha 15 - 2 de mayo de 2004 | Fecha 15 - 2 de mayo de 2004 | Fecha 15 - 2 de mayo de 2004 |
| Fecha                        | Equipo local                 | Resultado                    | Equipo visitante             |
| ---------------------------- | ---------------------------- | ---------------------------- | ---------------------------- |
| 2 de mayo                    | Pereira                      | 0 - 1                        | Cali                         |
| 2 de mayo                    | Nacional                     | 2 - 1                        | Bucaramanga                  |
| 2 de mayo                    | América                      | 1 - 0                        | Santa Fe                     |
| 2 de mayo                    | Junior                       | 3 - 1                        | Huila                        |
| 2 de mayo                    | Deportes Quindío             | 0 - 0                        | Once Caldas                  |
| 2 de mayo                    | Bogotá Chicó                 | 0 - 0                        | Medellín                     |
| 2 de mayo                    | Pasto                        | 1 - 1                        | Cortuluá                     |
| 2 de mayo                    | Tolima                       | 2 - 1                        | Envigado F. C.               |
| 2 de mayo                    | Millonarios                  | 1 - 0                        | Unión Magdalena              |

| Fecha 16 - 9 de mayo de 2004 | Fecha 16 - 9 de mayo de 2004 | Fecha 16 - 9 de mayo de 2004 | Fecha 16 - 9 de mayo de 2004 |
| Fecha                        | Equipo local                 | Resultado                    | Equipo visitante             |
| ---------------------------- | ---------------------------- | ---------------------------- | ---------------------------- |
| 9 de mayo                    | Unión Magdalena              | 3 - 2                        | América                      |
| 9 de mayo                    | Cortuluá                     | 3 - 2                        | Nacional                     |
| 9 de mayo                    | Cali                         | 1 - 0                        | Tolima                       |
| 9 de mayo                    | Santa Fe                     | 1 - 0                        | Junior                       |
| 9 de mayo                    | Medellín                     | 3 - 1                        | Pasto                        |
| 9 de mayo                    | Bucaramanga                  | 1 - 0                        | Pereira                      |
| 9 de mayo                    | Envigado F. C.               | 1 - 1                        | Millonarios                  |
| 9 de mayo                    | Huila                        | 1 - 0                        | Deportes Quindío             |
| 9 de mayo                    | Once Caldas                  | 0 - 0                        | Bogotá Chicó                 |

| Fecha 17 - 12 de mayo de 2004 | Fecha 17 - 12 de mayo de 2004 | Fecha 17 - 12 de mayo de 2004 | Fecha 17 - 12 de mayo de 2004 |
| Fecha                         | Equipo local                  | Resultado                     | Equipo visitante              |
| ----------------------------- | ----------------------------- | ----------------------------- | ----------------------------- |
| 12 de mayo                    | Pasto                         | 2 - 1                         | Once Caldas                   |
| 12 de mayo                    | Millonarios                   | 2 - 0                         | Cali                          |
| 12 de mayo                    | Bogotá Chicó                  | 2 - 1                         | Huila                         |
| 12 de mayo                    | Deportes Quindío              | 1 - 0                         | Santa Fe                      |
| 12 de mayo                    | Nacional                      | 0 - 2                         | Medellín                      |
| 12 de mayo                    | Pereira                       | 3 - 1                         | Cortuluá                      |
| 12 de mayo                    | Tolima                        | 1 - 1                         | Bucaramanga                   |
| 12 de mayo                    | América                       | 4 - 1                         | Junior                        |
| 12 de mayo                    | Unión Magdalena               | 2 - 0                         | Envigado F. C.                |

| Fecha 18 - 16 de mayo de 2004 | Fecha 18 - 16 de mayo de 2004 | Fecha 18 - 16 de mayo de 2004 | Fecha 18 - 16 de mayo de 2004 |
| Fecha                         | Equipo local                  | Resultado                     | Equipo visitante              |
| ----------------------------- | ----------------------------- | ----------------------------- | ----------------------------- |
| 16 de mayo                    | Envigado F. C.                | 0 - 1                         | América                       |
| 16 de mayo                    | Cali                          | 1 - 0                         | Unión Magdalena               |
| 16 de mayo                    | Bucaramanga                   | 1 - 2                         | Millonarios                   |
| 16 de mayo                    | Cortuluá                      | 1 - 3                         | Tolima                        |
| 16 de mayo                    | Medellín                      | 1 - 0                         | Pereira                       |
| 16 de mayo                    | Huila                         | 0 - 1                         | Pasto                         |
| 16 de mayo                    | Once Caldas                   | 2 - 3                         | Nacional                      |
| 16 de mayo                    | Santa Fe                      | 1 - 2                         | Bogotá Chicó                  |
| 16 de mayo                    | Junior                        | 2 - 0                         | Deportes Quindío              |

## Cuadrangulares semifinales
La segunda fase del Torneo Apertura 2004 consiste en los cuadrangulares semifinales. Estos los disputan los ocho mejores equipos del torneo distribuidos en dos grupos de cuatro equipos divididos en pares e impares. Los ganadores de cada grupo se enfrentan en la gran final para definir al campeón.

### Grupo A
| R   | Pos | Equipo            | Pts | PJ | PG | PE | PP | GF | GC | Dif |
| --- | --- | ----------------- | --- | -- | -- | -- | -- | -- | -- | --- |
| (3) | 1.  | Atlético Nacional | 10  | 6  | 3  | 1  | 2  | 12 | 8  | 4   |
| (7) | 2.  | Deportivo Pasto   | 10  | 6  | 3  | 1  | 2  | 9  | 6  | 3   |
| (1) | 3.  | América de Cali   | 7   | 6  | 2  | 1  | 3  | 7  | 10 | -3  |
| (5) | 4.  | Atlético Junior   | 6   | 6  | 1  | 3  | 2  | 4  | 8  | -4  |

 R=Clasificación en la fase de todos contra todos; Pts=Puntos; PJ=Partidos jugados; G=Partidos ganados; E=Partidos empatados; P=Partidos perdidos; GF=Goles a favor; GC=Goles en contra; DIF=Diferencia de gol
| Fecha 1 - 19 de mayo de 2004 | Fecha 1 - 19 de mayo de 2004 | Fecha 1 - 19 de mayo de 2004 |
| Local                        | Resultado                    | Visitante                    |
| ---------------------------- | ---------------------------- | ---------------------------- |
| América de Cali              | 1 - 1                        | Junior                       |
| Pasto                        | 2 - 1                        | Atlético Nacional            |

| Fecha 2 - 23 de mayo de 2004 | Fecha 2 - 23 de mayo de 2004 | Fecha 2 - 23 de mayo de 2004 |
| Local                        | Resultado                    | Visitante                    |
| ---------------------------- | ---------------------------- | ---------------------------- |
| Junior                       | 1 - 1                        | Pasto                        |
| Atlético Nacional            | 4 - 3                        | América de Cali              |

| Fecha 3 - 9 de junio de 2004 | Fecha 3 - 9 de junio de 2004 | Fecha 3 - 9 de junio de 2004 |
| Local                        | Resultado                    | Visitante                    |
| ---------------------------- | ---------------------------- | ---------------------------- |
| Pasto                        | 4 - 0                        | América de Cali              |
| Junior                       | 0 - 4                        | Atlético Nacional            |

| Fecha 4 - 13 de junio de 2004 | Fecha 4 - 13 de junio de 2004 | Fecha 4 - 13 de junio de 2004 |
| Local                         | Resultado                     | Visitante                     |
| ----------------------------- | ----------------------------- | ----------------------------- |
| Atlético Nacional             | 1 - 1                         | Junior                        |
| América de Cali               | 2 - 0                         | Pasto                         |

| Fecha 5 - 16 de junio de 2004 | Fecha 5 - 16 de junio de 2004 | Fecha 5 - 16 de junio de 2004 |
| Local                         | Resultado                     | Visitante                     |
| ----------------------------- | ----------------------------- | ----------------------------- |
| Atlético Nacional             | 1 - 2                         | Pasto                         |
| Junior                        | 0 - 1                         | América de Cali               |

| Fecha 6 - 20 de junio de 2004 | Fecha 6 - 20 de junio de 2004 | Fecha 6 - 20 de junio de 2004 |
| Local                         | Resultado                     | Visitante                     |
| ----------------------------- | ----------------------------- | ----------------------------- |
| América de Cali               | 0 - 1                         | Atlético Nacional             |
| Pasto                         | 0 - 1                         | Junior                        |

### Grupo B
| R   | Pos | Equipo                 | Pts | PJ | PG | PE | PP | GF | GC | Dif |
| --- | --- | ---------------------- | --- | -- | -- | -- | -- | -- | -- | --- |
| (6) | 1.  | Independiente Medellín | 10  | 6  | 3  | 1  | 2  | 15 | 8  | 7   |
| (4) | 2.  | Once Caldas            | 9   | 6  | 3  | 0  | 3  | 7  | 11 | -4  |
| (2) | 3.  | Deportivo Cali         | 8   | 6  | 2  | 2  | 2  | 9  | 11 | -2  |
| (8) | 4.  | Bogotá Chicó           | 7   | 6  | 2  | 1  | 3  | 9  | 10 | -1  |

 R=Clasificación en la fase de todos contra todos; Pts=Puntos; PJ=Partidos jugados; G=Partidos ganados; E=Partidos empatados; P=Partidos perdidos; GF=Goles a favor; GC=Goles en contra; DIF=Diferencia de gol
| Fecha 1 - 19 de mayo de 2004 | Fecha 1 - 19 de mayo de 2004 | Fecha 1 - 19 de mayo de 2004 |
| Local                        | Resultado                    | Visitante                    |
| ---------------------------- | ---------------------------- | ---------------------------- |
| Medellín                     | 4 - 0                        | Once Caldas                  |
| Bogotá Chicó                 | 0 - 1                        | Deportivo Cali               |

| Fecha 2 - 23 de mayo de 2004 | Fecha 2 - 23 de mayo de 2004 | Fecha 2 - 23 de mayo de 2004 |
| Local                        | Resultado                    | Visitante                    |
| ---------------------------- | ---------------------------- | ---------------------------- |
| Deportivo Cali               | 0 - 3                        | Medellín                     |
| Once Caldas                  | 1 - 0                        | Bogotá Chicó                 |

| Fecha 3 - 5 de junio de 2004 | Fecha 3 - 5 de junio de 2004 | Fecha 3 - 5 de junio de 2004 |
| Local                        | Resultado                    | Visitante                    |
| ---------------------------- | ---------------------------- | ---------------------------- |
| Deportivo Cali               | 3 - 1                        | Once Caldas                  |
| Medellín                     | 1 - 2                        | Bogotá Chicó                 |

| Fecha 4 - 13 de junio de 2004 | Fecha 4 - 13 de junio de 2004 | Fecha 4 - 13 de junio de 2004 |
| Local                         | Resultado                     | Visitante                     |
| ----------------------------- | ----------------------------- | ----------------------------- |
| Once Caldas                   | 2 - 0                         | Cali                          |
| Bogotá Chicó                  | 3 - 2                         | Medellín                      |

| Fecha 5 - 16 de junio de 2004 | Fecha 5 - 16 de junio de 2004 | Fecha 5 - 16 de junio de 2004 |
| Local                         | Resultado                     | Visitante                     |
| ----------------------------- | ----------------------------- | ----------------------------- |
| Once Caldas                   | 0 - 2                         | Medellín                      |
| Deportivo Cali                | 2 - 2                         | Bogotá Chicó                  |

| Fecha 6 - 20 de junio de 2004 | Fecha 6 - 20 de junio de 2004 | Fecha 6 - 20 de junio de 2004 |
| Local                         | Resultado                     | Visitante                     |
| ----------------------------- | ----------------------------- | ----------------------------- |
| Medellín                      | 3 - 3                         | Deportivo Cali                |
| Bogotá Chicó                  | 2 - 3                         | Once Caldas                   |

## Final
Por primera vez se daba un clásico regional como final del fútbol colombiano. En este caso, los dos equipos más reconocidos de Antioquia eran los protagonistas. Atlético Nacional llegaba a la final después de una agónica definición en el Grupo A, donde el cuadro Verdolaga clasificó tras ganarle al América 0-1 en Cali y también gracias a un inesperado triunfo del Junior 0-1 de visitante frente al Deportivo Pasto, pasando así el cuadro verde a la final, empatado a 10 puntos pero por diferencia de gol de +4 contra +3 del cuadro volcánico.
Por su parte, Independiente Medellín clasificó después de un partido infartante ante el Deportivo Cali en el Atanasio Girardot. Hasta el minuto 92 el encuentro estaba 2-3 para los azucareros, pero sobre la hora (minuto 93') un joven llamado César Valoyes anotó el 3-3 definitivo para meter al Poderoso en una final después de un año y medio, cuando ganaron la tercera estrella en el Finalización 2002.
| Fecha                                                               | Ciudad   | Equipo local           | Resultado | Equipo visitante       |
| ------------------------------------------------------------------- | -------- | ---------------------- | --------- | ---------------------- |
|                                                                     |          |                        |           |                        |
| 24 de junio                                                         | Medellín | Independiente Medellín | 2 - 1     | Atlético Nacional      |
| 27 de junio                                                         | Medellín | Atlético Nacional      | 0 - 0     | Independiente Medellín |
| Independiente Medellín es el campeón con el marcador global de 2-1. |          |                        |           |                        |

|                                           |
| Bandera de Colombia                       |
| Campeón Independiente Medellín 4.º título |

## Goleadores
| Jugador           | Equipo               | Goles |
| ----------------- | -------------------- | ----- |
| Sergio Herrera    | América de Cali      | 13    |
| Milton Rodríguez  | Deportivo Pereira    | 12    |
| Edixon Perea      | Atlético Nacional    | 11    |
| John Felipe Rivas | Atlético Bucaramanga | 10    |
| Luis Yanes        | Bogotá Chicó         | 10    |